# ناتالی مارتینز
ناتالی مارتینز (به انگلیسی: Natalie Martinez) مدل و هنرپیشه آمریکایی است..

## فیلم‌شناسی

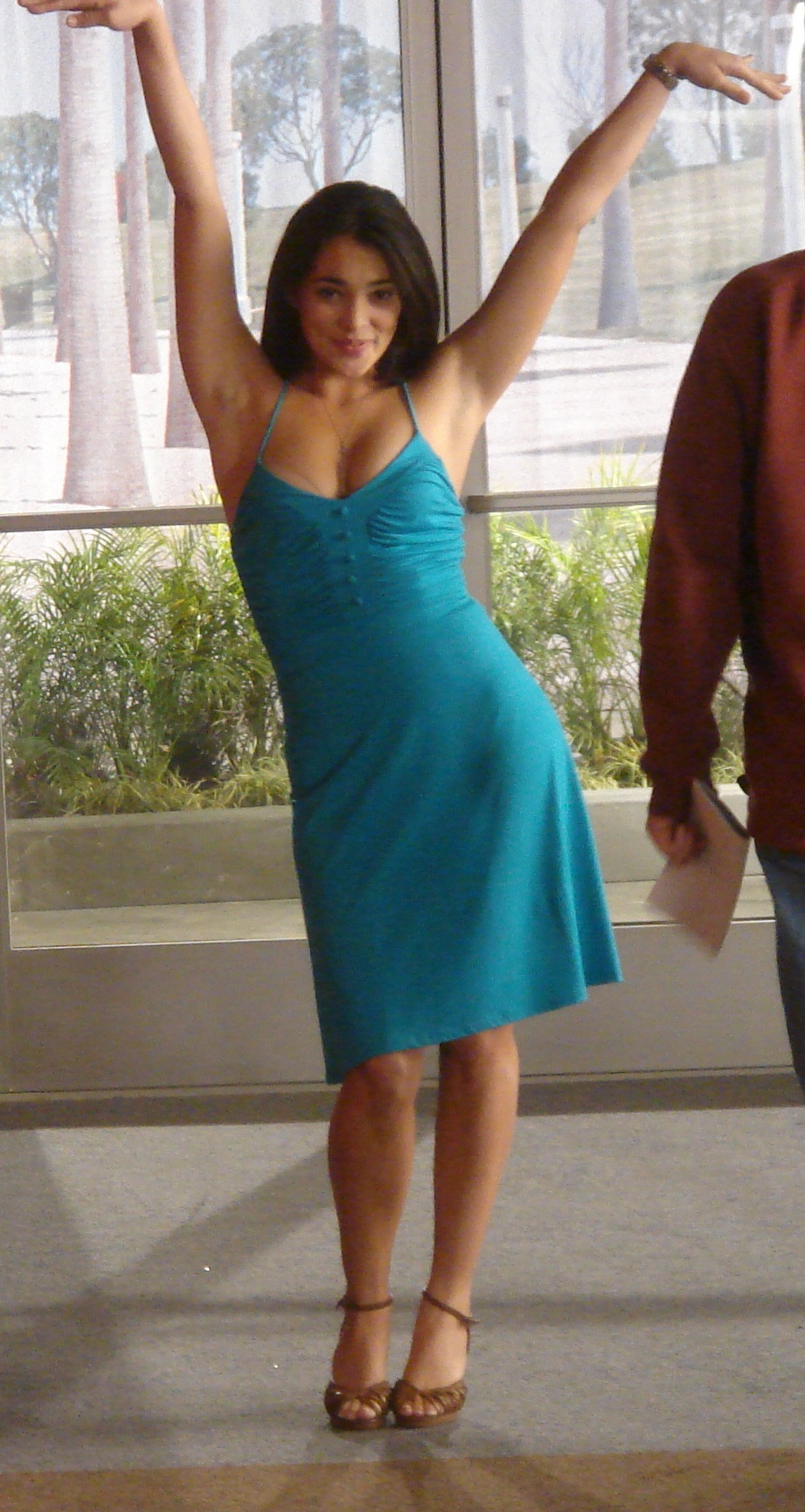
مارتینز در ۲۰۰۷

فهرست برخی از فیلم‌هایی که ناتالی مارتینز در آنها به ایفای نقش پرداخته‌است:
- شهر ویران
- مسابقه مرگ
- آخرین گشت
- بیخود از خود
- مراقب باشید
- زیر گنبد (مجموعه تلویزیونی)
- خانه مد (مجموعه تلویزیونی)